# Гімн Японії
Кімі ґа Йо (яп. 君が代, きみがよ)  — національний гімн Японії. Оспівує вічне процвітання країни. Один з найкоротших національних гімнів світу. В основу гімну покладений вірш в стилі вака зі «Співника японських і китайських віршів» 1013 року. Найстаріший варіант цього вірша зустрічається в «Збірці старих і нових японських пісень» 913 року. Мелодія гімну була написана 1880 року службовцем Міністерства Імператорського двору Хаясі Хіроморі і відредагована на західний манер німецьким композитором Францом Екертом. З 1893 року виконується на всіх урочистостях державного і міждержавного рівня. Офіційно затверджений через сто років після написання  — 13 серпня 1999 року законом про національний прапор і гімн Японії.

## Короткі відомості

### Слова
Текст національного гімну Японії походить від 343-го анонімного вірша, що входить до складу сьомого сувою «Збірки старих і нових японських пісень» (913). За формою цей вірш є вітанням, побажанням довголіття, аналогом українського «Многая літа!». Він не має назви і починається зі слів: «Хай наш господар…». В часи упорядкування «Збірки» слово «господар» (кімі) було вказівним займенником другої або третьої особи однини і позначало правителя, начальника, господаря роду, одруженого чоловіка, товариша або коханого.
Вірш був популярним в середовищі столичної аристократії і через сто років потрапив до «Співника японських і китайських віршів» (1013). Його помістили в розділ, присвячений поздоровленням. На відміну від «Збірки», вірш «Співника» починався іншими словами: «Хай твоя доба…». У пізньому середньовіччі та новому часі цей варіант набув поширення в серед простого люду у вигляді короткої пісні. Її виконували під награш кото або сямісену.
| Збірка (913)   |                   |                     |
| 我が君は       | ваґа кімі ва      | Хай наш господар    |
| 千代に八千代に | чійо ні ячійо ні  | [живе] віки-вічні — |
| 細石の         | садзаре іші но    | допоки галька       |
| 巖と成りて     | івао то наріте    | не стане скелею,    |
| 苔の生す迄     | коке но мусу маде | вкритою мохом!      |

| Співник (1013) |                   |                       |
| きみが代は     | кімі ґа йо ва     | Хай твоя доба         |
| 千代にやちよに | чійо ні ячійо ні  | [триває] віки-вічні — |
| さざれ石の     | садзаре іші но    | допоки галька         |
| いはほとなりて | івао то наріте    | не стане скелею,      |
| こけのむすまで | коке но мусу маде | вкритою мохом!        |

Після реставрації Мейдзі 1868 року Японія стала на шлях побудови національної держави західного зразка. Її символом виступав Імператор. У зв'язку з цим виникла потреба створення національного гімну, що оспівував символ реставрованої Японії. Вибір випав на популярний святковий вірш «Співника», перший полісемантичний рядок якого «Хай твоя доба…» можна було інтерпретувати як «Хай Імператорська доба…». З кінця 19 століття ця інтерпретація стала панівною в Японії та закордоном.

### Музика

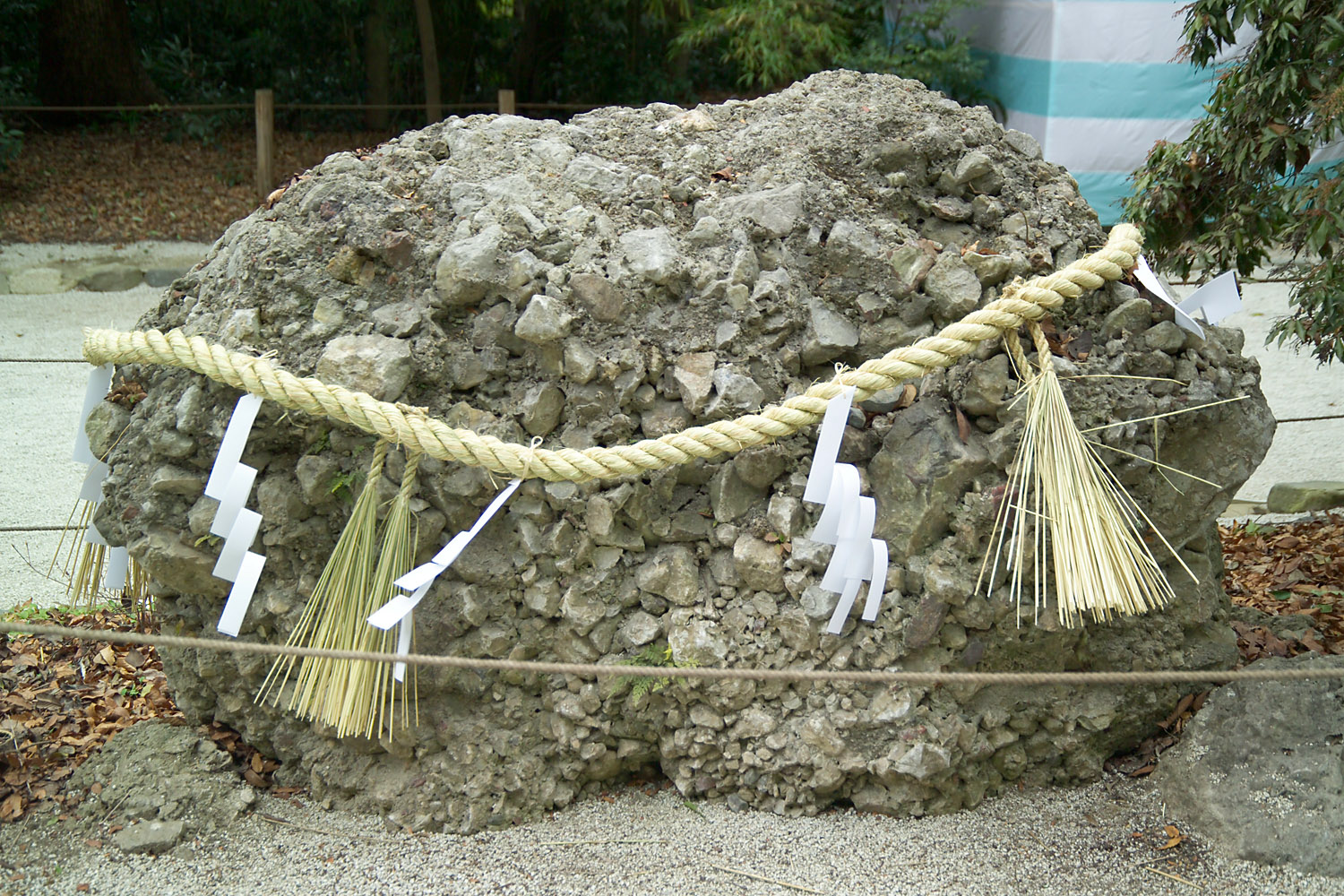
Садзаре ісі — «галька, що перетворилася на скелю» (святилищі Камо, Кіото, Японія).

На відміну від слів національного гімну, його мелодія має коротшу історію. 1869 року керівник британського військового оркестру Джон Вілльям Фентон, який перебував у Йокогамі й навчав європейській військовій музиці самураїв з Сацума-хану, запропонував японському керівництву скласти національний гімн Японії. Справу доручили капітану артилерії Оямі Івао, який обрав для гімну пісню зі збірки «Гора Хорай», що виконувалася під награш сацумської біви. Для цієї пісні британський композитор написав мелодію у фа мажорі, на зразок гімну Великої Британії «Боже, бережи королеву». Іншу мелодію на ту ж саму пісню склали спеціалісти Міністерства культури Японії та опублікували її нотний запис в «Збірці хорових пісень для початкових шкіл». Однак японський уряд відхилив обидва музичні твори і поставив завдання створити новий, який би поєднував особливості японської та європейської музичної традицій.
1880 року справу складання японського національного гімну передали з рук військових та службовців Міністерства культури до Міністерства Імператорського двору. Було обрано нові слова зі «Співника» 1013 року та створено нову мелодію. Її написав начальник відділу японської музики Міністерства, придворний музикант Хаясі Хіроморі. Цей твір вдосконалив німецький композитор Франц Екерт, який розробив для нього 4 партії для мішаного хору. 3 листопада 1880 року новий проєкт гімну вперше виконали в Імператорському палаці, на честь дня народження Імператора Мейдзі, але офіційного затвердження не відбулося. Через 13 років мелодія Хаясі лягла в основу національного гімну країни.
1882 року японський уряд дав розпорядження Інституту музичних досліджень при Міністерстві культури провести конкурс і затвердити національний гімн Японії. Переможцем конкурсу стала пісня «Гімн Мейдзі», проте популярності вона не отримала. 1893 року Міністерство культури видало постанову для початкових шкіл про «Урочисті і святкові пісні і ноти», в якій першою піснею було вказано «Кімі ґа йо» на музику Хаясі Хіроморі. Саме ця пісня прижилася як гімн Японії в навчальних закладах, а згодом публічних та державних організаціях, хоча де-юре не мала статусу національного гімну. Її виконували на всіх національних святах Японії, під час прийняття іноземних делегацій, в закордонних представництвах країни, в армії та флоті.

### Легалізація
Після поразки Японії в Другій світовій війні «Кімі ґа йо» неоднозначно сприймався в японському суспільстві. Ліві політичні партії та громадські організації вбачали в ньому символ імперіалістичної минувшини і вважали панегіриком Імператорській системі, яка довела країну до катастрофи. Оскільки нова Конституція 1947 року визначала сувереном країни японську націю, а не Імператора, симпатики лівих відмовлялися визнавати традиційний гімн. З іншого боку, праві, центристи та японський уряд продовжували вшановувати «Кімі ґа йо». Вони так само аргументували свою позицію Конституцією, яка визначала Імператора «символом держави Японія і єдності японської нації» і трактували слово «кімі» не як Імператора, а власне Японію, одним із символів якої є Імператор.
Суперечки навколо «Кімі ґа йо» в повоєнній Японії заважали прийняттю закону про національний гімн. Тим не менш уряд намагався виховати у повоєнного покоління повагу до цієї пісні через школи. Зокрема, в директивах Міністерства культури Японії від 1958 року, що були адресовані початковим школам, рекомендувалося виконувати «Кімі ґа йо» під час свят, урочистих церемоній та підняття державного прапора. Така ж сама директива була видана 1976 року.
В серпні 1999 року, через сорок років після закінчення Другої світової війни, уряду вдалося прийняти «Закон про національний прапор і національний гімн» в Парламенті 145-го скликання. Цей закон був офіційно опублікований 13 серпня і закріпив за «Кімі ґа йо» статус національного гімну.